# Kastor Notter
Kastor Notter est un coureur cycliste suisse, né le 16 février 1903 à Niederrohrdorf et mort le 9 janvier 1950 à Brunnen.
Professionnel de 1922 à 1929, il a remporté trois titres de champion de Suisse sur route ainsi qu'une victoire sur le Championnat de Zurich et une sur le Tour du Nord-Ouest de la Suisse.
Il est le beau-frère de Georges Antenen, également cycliste professionnel.

## Palmarès
- 1922
  - 2e du Championnat de Zurich amateurs
  - 2e du championnat de Suisse sur route amateurs
- 1923
  - 2e de Berne-Genève
  - 2e du championnat de Suisse de course de côte
  - 3e du Tour du Nord-Ouest de la Suisse
  - 3e de Munich-Zurich
  - 3e du championnat de Zurich
  - 3e du championnat de Suisse sur route
  - 3e du championnat de Suisse de cyclo-cross
- 1924
  -  Champion de Suisse sur route
  - 2e du Championnat de Zurich
  - 2e de Munich-Zurich
  - 3e de Brig-Genève
  - 3e du Tour du lac Léman
- 1925
  -  Champion de Suisse sur route
  - Tour du Nord-Ouest de la Suisse
- 1926
  - Romanshorn-Genève
  - 2e de Paris-Tours
  - 2e du Tour de Cologne
  - 2e du Tour de la Hainleite
  - 5e de Paris-Roubaix
- 1927
  -  Champion de Suisse sur route
  - Championnat de Zurich
  - 2e du Tour du lac Léman